# 小行星2000
小行星2000（2000 Herschel）是位在主小行星帶的小行星。1960年7月29日由約阿西姆·舒巴特（Joachim Schubart）發現。
該小行星以發現天王星的天文學家威廉·赫歇爾命名。

## 外部連結
- JPL Small-Body Database Browser 2000 Herschel (1960 OA) （页面存档备份，存于）
- IAU Minor Planet Center（页面存档备份，存于）

| 前一小行星： 1999 Hirayama | 小行星列表 | 後一小行星： 2001 Einstein |